# Públio Manílio
Públio Manílio (em latim: Publius Manilius) foi um político da gente Manília da República Romana eleito cônsul em 120 a.C. com Caio Papírio Carbão. Além do registro de seu consulado nos Fastos Consulares, nada mais se sabe sobre sua vida. Provavelmente era irmão de Mânio Manílio Nepos, cônsul em 149 a.C..